# Sainte-Clotilde-de-Beauce
| Sainte-Clotilde-de-Beauce               |                        |
| Église de Sainte-Clotilde-de-Beauce.jpg |                        |
| Coordenadas: 46°07'N 71°27'W            |                        |
| Província                               | Quebec                 |
| Região administrativa                   | Chaudière-Appalaches   |
| Incorporado em                          | 18 de novembro de 1938 |
| Prefeito                                | Gérald Grenier         |
| Código postal                           | G0N 1C0                |
|                                         |                        |
| Área                                    |                        |
| - Cidade                                | 56,68 km², 21,9 mi²    |
| Fuso horário                            | UTC -5                 |
| População (2006)                        |                        |
| - Cidade                                | 606                    |
| - Densidade                             | 11 hab/km², 28 hab/mi² |

Sainte-Clotilde-de-Beauce é uma municipalidade canadense do conselho municipal regional de Les Appalaches, Quebec, localizada na região administrativa de Chaudière-Appalaches. Em sua área de pouco mais de 56 km², habitam cerca de seiscentas pessoas. Seu nome foi dado em honra de Santa Clotilde, esposa de Clóvis I.